# Ivan I. Josip, knez Lihtenštajna
Ivan I. Josip (Beč, 26. lipnja 1760. – Beč, 20. travnja 1836.), deseti knez Lihtenštajna. Bio je posljednji knez Lihtenštajna koji je vladao Lihtenštajnom kao dijelom Svetog Rimskog Carstva, koje je ukinuto 1806. godine.

## Životopis
Započeo je vojnu karijeru s 22 godine. Nekoliko godina kasnije je bio dopukovnik i pukovnik tijekom Habsburško-turskoga rata 1788. – 1791. Među ostalima sudjelovao je u ratnoj operaciji kojom prigodom su oslobođeni dijelovi središnje Hrvatske na širem području Cetingrada. Bio je aktivan i tijekom Napoleonovih ratova kada je i unaprijeđen u čin feldmaršala. Zapovijedao je austrijskom vojskom u Bitci kod Austreliza. Godine 1790. je odlikovan Viteškim križem Vojnog Reda Marije Terezije.
Kao knez Lihtenštajna sprovodio je napredne reforme iako je ostao apsolutistički monarh. Godine 1818. donio je ustav, ali on je imao ograničeno djelovanje. Unaprijedio je šumarstvo i poljoprivredu te je radikalno reformirao administraciju. Godine 1806. Napoleon je uključio Lihtenštajn u Rajnsku konfederaciju, ali je na Bečkom kongresu potvrđen suverenitet države. Godine 1815. Lihtenštajn je postao dio Njemačke konfederacije.

## Brak i potomstvo
12. travnja 1792. Ivan I. Josip se oženio za Landgravinu Josipu od Fürstenberg-Weitra. Imali su četrnaestero djece:
- Princeza Marija Leopoldina Josipa Sofija Emilijana
- Princeza Karolina
- Princ Alojz II.
- Princeza Marija Sofija Josipa
- Princeza Marija Josipa
- Princ Franjo de Paula
- Princ Karlo Ivan
- Princeza Klotilda Leopoldina Josipa
- Princ Henriet
- Princ Fridrik Adalbert
- Prince Eduard Franjo
- Princ August Ludvig Ignac
- Princeza Ida Leopoldina Sofija Marija Jozefina Franciska
- Princ Rudolf Marija Franjo Placid

## Vanjske poveznice

### Mrežna sjedišta
- (engl.) Životopis na stranicama Kneževske obitelji Liechtenstein

### Sestrinski projekti
|  | Zajednički poslužitelj ima još gradiva o temi Ivan I. Josip, knez Lihtenštajna |